# Ernesto De Galleani
Conte Ernesto de Galleani (Genova, 12 febbraio 1879 – Genova, 28 gennaio 1931) è stato un banchiere e calciatore italiano.
Passò alla storia soprattutto come sportivo, essendo uno dei primi giocatori del Genoa e vincitore del primo campionato italiano di calcio.

## Biografia
Era di padre italiano, Cesare, e di madre inglese, Mary Armitage, proveniente dal Derbyshire. Il padre era di famiglia nobile (difatti Ernesto si poté fregiare del titolo di conte) e possedeva una fabbrica di maglieria, che peraltro fallì alla fine del 1913.
Ernesto de Galleani era di religione anglicana; sposò Lela Dawson, originaria di Teignmouth, piccola cittadina vicina a Plymouth, e diventò  padre di tre figli, Maurizio, Vera e Beatrice, di religione cattolica. Era l'unico maschio ed aveva tre sorelle, una delle quali, Sylvia, si guadagnò l'onorificenza di Membro dell'Impero Britannico per il suo impegno di crocerossina sul fronte della Somme nella prima guerra mondiale.
Amava molto lo sport e, oltre ad essere un pioniere del football, era anche un ottimo giocatore di doppio a tennis.
Diventò, dopo il suo ritiro dall'attività agonistica, direttore della Manhattan City Bank di New York nella sua sede di Genova, città nella quale morì a soli 51 anni di broncopolmonite.

### Carriera calcistica

#### Club

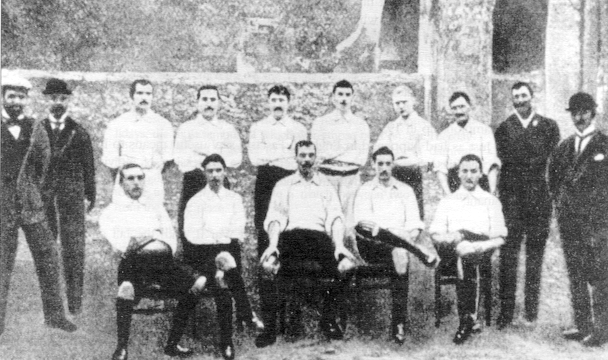
Il Genoa nel 1899. Da destra a sinistra: Fausto Ghigliotti, Ernesto de Galleani, James Spensley, Edoardo Pasteur, Norman Victor Leaver, Enrico Pasteur, Howard Passadoro, Arkless, Henri Dapples, Étienne Deteindre e Joseph William Agar

Partecipò tra le file del Genoa al primo campionato italiano di calcio, che vinse con il club rossoblu. Era il più giovane della squadra e giocava come terzino destro.
Partecipò anche ai due successivi campionati, nel 1899 e nel 1900, ma poi si trasferì a studiare e a laurearsi in economia all'Università di St Andrews in Scozia.
Nel 1902 risulta ancora nella rosa del Genoa.
Con il Genoa tornò a giocare nel 1906, marcando due presenze che furono le ultime della sua breve carriera agonistica.

#### Rappresentativa italiana
Il 30 aprile 1899 giocò a Torino, presso il Velodromo Umberto I, l'incontro amichevole della Selezione Italiana contro la Selezione Svizzera, terminato due a zero a favore degli elvetici.

## Palmarès

### Calciatore

#### Club

##### Competizioni nazionali
- Campionato italiano: 3

Genoa: 1898, 1899, 1900